# Lars Collmar
Lars Birger Collmar, född 15 oktober 1939, död 1 januari 2024 i Adolf Fredriks distrikt i Stockholm, var en svensk präst och författare.

## Biografi
Collmar blev fil. kand. vid Stockholms universitet 1966 och var journalist vid tidningen Vår kyrka 1970–1979. Att Collmar blev präst berodde på biskopen Ingmar Ström, som tyckte att journalisten skulle bli en utmärkt präst. Collmar fick dispens från delar av sin teologiska utbildning och prästvigdes därför ovanligt snabbt år 1979. År 1982 blev Collmar teol. kand. vid Uppsala universitet. Collmar var under många år komminister i Adolf Fredriks församling i Stockholm och pensionerades efter avskedspredikan den 27 augusti 2006.
Collmar blev känd för en bredare allmänhet genom TV-programmet En präst i natten som sändes 1993–1994 i TV3 och 1995 i ZTV och där han svarade på frågor från tittare som ringde in. 
År 1999 sändes serien Den stora berättelsen i SVT, där Collmar ställde existentiella frågor till alla möjliga personer såsom biskopar, författare, pubgäster och folk på stan. 
Collmar skrev även ett trettiotal böcker, däribland böcker baserade på Bibelns berättelser och barnböcker. År 2007 skrev han manus till musikalen Petrus.
Collmar var gift tre gånger.

### För vuxna
- Finn fisken i fixeringsbilden (1973), Verbum[8]
- Födas på nytt : tre serier radioandakter (1975), Verbum[9]
- Guds kärleks vrede : om att överleva i Gud (1976), Proprius förlag[10]
- Och Gud blev människa : om att gå in i bibelns bilder (1978), Proprius förlag[11]
- Men sen kom ormen : vidare in i Bibelns bilder (1981), Proprius förlag[12]
- Garderoben (1982), Proprius förlag[13]
- Fläckiga pantern, drottningens katt och 30 andra korta andakter (1992), Verbum[14]
- De gudsbesatta : berättelser om Abraham, Isak och Jakob (1993), Proprius förlag[15]
- Den leende Guden : på jakt efter en bibelsyn : Moseböckerna (1993), Proprius förlag[16]
- Den saliga geten : 29 korta andakter (1994), Verbum[17]
- Fallet med den överviktiga humlan : 25 korta andakter om under och undertro (1996), Verbum[18]
- Tiden är ingenting : ett litet mysteriespel i åtta tablåer (2002), Verbum[19]
- Halsbrytande helighet (2011)[20]

### För barn och ungdom
- Tänk dig, att du var barn i Indien! (1978), Verbum[21]
- Evangelium enligt Johannes Larsson (1985), Verbum[22]
- Undercentralen (1992), Verbum[23]
- Nu flyger vi! (1996), Libris[24]
- En vild härlig värld : ett mysteriespel (1997)[25]
- Hat - vad gör man? : ett mysteriespel (1997)[26]
- Djuren i stallet - Berättelser i advent (2007), Libris[27]

#### Snokis-serien
- Snokis i Skräckkabinettet (1990), B. Wahlströms bokförlag[28]
- Snokis och den sanslösa sekten (1991), B. Wahlströms bokförlag[29]
- Snokis i Spökslottet (1991), B. Wahlströms bokförlag[30]

#### Helga Hund
- Helga Hund i paradiset (1998), Verbum[31]
- Helga Hund i Betlehem (1999), Verbum[32]
- Helga Hund i Egypten (2000), Verbum[33]
- Helga Hund och Nospussaren (2001), Verbum[34]
- Helga Hund i himlen (2007), Libris[35]